# Tomohiro Yahiro
Tomohiro Yahiro (japanisch 八尋 知洋, Yahiro Tomohiro; * 1961 in Tokio) ist ein japanischer Perkussionist.

## Leben und Wirken
Yahiro wuchs in Las Palmas de Gran Canaria auf, wo er bereits in verschiedenen lokalen Rockbands spielte. 1979 kehrte er nach Japan zurück, wo er 1980 als professioneller Musiker debütierte. Er wurde Mitglied der Rockbands Jagatara und S-Ken & Hot Bomboms und arbeitete mit Musikern wie Joe Hisaishi, Toru Takemitsu, Lisa Ono, Minako Yoshida, Taeko Onuki, Masashi Sada und Tokiko Kato zusammen.
Als Jazzmusiker trat er in den 1990er Jahren u. a. mit Yosuke Yamashita, Shigeharu Mukai, Kazumi Watanabe, Fumio Itabashi und Kazutoki Umezu auf. 2004 gründete er gemeinsam mit Aska Kaneko, Gerardo Di Giusto und Carlos Buschini das japanisch-argentinische Jazz-Tango-Quartett Gaia, das drei CDs einspielte.
Mit dem uruguayischen Akkordeonisten Hugo Fattoroso bildet Yahiro das Duo Dos Orientales, in weiteren Duo-Formationen arbeitet er mit Gladston Galliza, Tyrone Hashimoto und Yoshirō Nakamura zusammen. Außerdem tritt er auf Tourneen durch Japan und bei Perkussionsfestivals als Soloperkussionist auf.

## Diskografie
- Garota de Ipanema, Phonogram, HH 1986
- Gaia Cuatro: Gaia, 2004
- Tomohiro Yahiro & Os Amarelos, 2005
- Gaia Cuatro: Udin, 2006
- Hugo Fattoruso & Tomohiro Yahiro: Dos Orientales, 2008
- Gladston Galliza & Tomohiro Yahiro: Em Duo e ao vivo!, 2009
- Gaia Cuatro: Haruka, 2010
- Dos Orientales: Orienta, 2011